# Deep Cover (pjesma)
Deep Cover ili 187, singl američkih hip-hop glazbenika Dr. Drea i Snoop Dogga. Glavni je soundtrack filma Deep Cover.
Prva je pjesma Dr. Drea nakon raskida hip-hop sastava N.W.A.
Objavljena je 1992. godine kao singl preko diskografske kuće SOLAR Records. Istoimeni album je na top ljestvici Billboard 200 debitirao na poziciji broj 166, a na top ljestvici Top R&B/Hip-Hop Albums je debitirao na poziciji broj devet.
Pjesma je predstavljena kao Dr. Dreov debitantski singl na kojem uvodi tadašnjeg novog repera Snoop Dogga, tada zvanog Snoop Doggy Dogg. Na top ljestvici Rap Songs singl je debitirao na poziciji broj četiri. Pjesma je 1996. godine bila uvrštena na kompilaciji First Round Knock Out.

## Zanimljivosti
187 ("one-eight-seven") je slang naziv za pjesmu jer je policijska skraćenica u Kaliforniji za ubojstvo. 2005. je objavljena u videoigri "Grand Theft Auto: San Andreas" na radio stanici "Radio Los Santos".

## Popis pjesama
- CD single[1]

1. "Deep Cover" (Radio Version) - 3:48
2. "Deep Cover" (U-N-C-E-N-S-O-R-E-D) - 4:27

- 12" vinyl[2]

1. "Deep Cover" (Radio Version) - 3:48
2. "Deep Cover" (U-N-C-E-N-S-O-R-E-D) - 4:27
3. "Deep Cover" (Instrumental) - 3:54

- 12" vinyl - Soul 2 Soul[3]

1. "Deep Cover" (Vocal Mix) - 4:27
2. "Deep Cover" (Instrumental Dub) - 3:54
3. "Party Groove" - 4:22
4. "Back To Life" - 3:20

## Vanjske poveznice
- Video-spot pjesme na YouTubeu